# Joseph de Tinguy
Joseph de Tinguy de La Giroulière, né à La Roche-sur-Yon le 17 février 1907 et mort à Paris le 31 août 2005, est un prêtre et poète français.

## Biographie
"Joseph de Tinguy, vendéen d'origine, a passé son enfance dans un manoir de famille, vivant parmi les charmes de la nature et au voisinage de l'océan. Chez lui, le goût des livres s'unissait au goût des formes, des couleurs, de la poésie et de la musique. Il entre à l'Oratoire. Prêtre et poète, il met ses dons poétiques au service de son sacerdoce."
Il est ordonné prêtre pour la Congrégation de l'Oratoire en 1933.

## Œuvres
- Frontières indécises  - 1977, prix Marie Havez-Planque de l’Académie française
- L'Astre en forme de oui - 1987, prix Paul Labbé-Vauquelin de l’Académie française
- Clins d'oeil pour regard aimantés - 1999
- La Tour aux Quatre vents - 1982
- L'Œil aimanté - 1980